# 田中長茂
田中 長茂（たなか ながしげ、1891年6月11日 - 1969年9月14日）は、日本の農林官僚、政治家。宮崎県知事を1期務めた。

## 来歴・人物
宮崎県南那珂郡福島町（現・串間市）出身。宮崎県立宮崎中学校、第五高等学校、東京帝国大学法学部・農学部卒。1921年（大正10年）農商務省に入省。戦前は革新官僚として、産業組合の創立や農地改革（当時は実現せず）などに携わり、水産局長、山林局長を経て退官。
1951年（昭和26年）4月1日、第2回宮崎県知事選挙に出馬。吉見房見共に法廷得票数に達せず、決選投票。同年5月18日、宮崎県知事選決選投票で当選、宮崎県知事となる。
1953年（昭和28年）に郵政省は宮崎県に新しい民放局の周波数を割り当てたがものの、当初地元では民放設立の動きが全くなく、鹿児島県の南日本放送がこの機会を利用し宮崎市に中継局をつくろうと運動を始めていた。田中はこの動きに待ったをかけるべく、自ら「ぜひ宮崎県民の手で民放を」と宮崎商工会議所の有馬美利会頭など地元有力者に呼びかける。盛り上がる世論を受けて翌年には宮崎県初の民放局「ラジオ宮崎（現MRT宮崎放送）の開局にこぎつけ、初代社長には有馬が就任することになる。
他にも電源開発を中心とする総合開発（綾第1・第2発電所、奥地林道、細島臨海工業市区、えびの高原）、農山漁村の振興、防災対策（企画局の設置、災害予防事業）などに着手したものの、再選を目指した1955年（昭和30年）の知事選では元宮崎市長の二見甚郷に敗れ知事を退任した。当時の全国的地方財政窮乏化のなか、財政の健全化を図り、これを切り抜けたことは高く評価されている。1958年の第28回衆議院議員総選挙と1960年の第29回衆議院議員総選挙に宮崎県第2区から出馬するが、ともに落選。
晩年は、都心で新生活運動協会の理事などを務めた。生涯を農山漁村の振興と地方自治の発展に尽くした功績は大きい。78歳で病没。宮崎県串間市の累代の墓に眠る。